# Riqui Puig
Ricard Puig Martí (Matadepera, 13 augustus 1999), kortweg Riqui Puig is een Spaans voetballer die doorgaans als middenvelder. Hij stroomde door vanuit de jeugdopleiding van FC Barcelona maar komt tegenwoordig uit voor LA Galaxy.

## Carrière

### Voetballer
Puig verliet Jàbac Terrassa in 2013 om zijn carrière verder te zetten bij FC Barcelona. In 2016 behaalde hij met de Juvenil B de derde plaats op de Future Cup, het jeugdtoernooi van AFC Ajax. Puig werd verkozen tot beste speler van het toernooi. In 2018 werd hij met de Juvenil A, het hoogste jeugdelftal, regionaal kampioen in de División de Honor. Daarnaast werd de UEFA Youth League gewonnen. In 2018 debuteerde Puig in het tweede elftal. Op 24 februari 2018 debuteerde hij in de Segunda División tegen Nàstic. Hij viel na 69 minuten in voor de Engelsman Marcus McGuane. Op 5 december 2018 maakte Puig zijn officiële debuut voor het eerste van FC Barcelona in de Copa del Reywedstrijd tegen Cultural Leonesa. Nadat hij de heenwedstrijd heel de wedstrijd op de bank moest blijven, mocht hij thuis in de 55e minuut invallen voor Oriol Busquets. Niet veel later gaf hij gelijk zijn eerste assists op Denis Suárez. Puig speelde op 13 april 2019 tegen SD Huesca zijn eerste wedstrijd in de Primera División. Later die maand werd FC Barcelona landskampioen. Ronald Koeman was trainer in seizoen 2020/21 van FC Barcelona en Puig heeft onder zijn beleid nauwelijks gespeeld, ook in het seizoen 2021/22 niet. Dat veranderde ook niet toen Xavi in november 2021 hoofdcoach van FC Barcelona werd. Op 4 augustus 2022 werd Puig eindelijk uit zijn lijden verlost, hij tekende transfervrij een contract voor 3,5 jaar bij de Amerikaanse grootmacht LA Galaxy. In het contract is opgenomen dat FC Barcelona, 50% van het transferbedrag krijgt als Puig verkocht wordt.

#### Nationaal elftal
Puig debuteerde in maart 2019 in het Catalaans elftal. Tegen Venezuela viel hij in de tweede helft in voor Gerard Piqué.

## Statistieken
| Seizoen     | Club        | Competitie         | Competitie | Competitie | Beker | Beker | Internationaal | Internationaal | Overig | Overig | Totaal | Totaal |
| Seizoen     | Club        | Competitie         | Wed.       | Dlp.       | Wed.  | Dlp.  | Wed.           | Dlp.           | Wed.   | Dlp.   | Wed.   | Dlp.   |
| ----------- | ----------- | ------------------ | ---------- | ---------- | ----- | ----- | -------------- | -------------- | ------ | ------ | ------ | ------ |
| 2017/18     | Barcelona B | Segunda División   | 3          | 0          | —     | —     | —              | —              | —      | —      | 3      | 0      |
| 2018/19     | Barcelona B | Segunda División B | 32         | 0          | —     | —     | —              | —              | —      | —      | 32     | 0      |
| 2019/20     | Barcelona B | Segunda División B | 21         | 2          | —     | —     | —              | —              | —      | —      | 21     | 2      |
| Club Totaal | Club Totaal | Club Totaal        | 56         | 2          | —     | —     | —              | —              | —      | —      | 56     | 2      |
| 2018/19     | Barcelona   | La Liga            | 2          | 0          | 1     | 0     | 0              | 0              | 0      | 0      | 3      | 0      |
| 2019/20     | Barcelona   | La Liga            | 11         | 0          | 4     | 0     | 0              | 0              | 0      | 0      | 15     | 0      |
| 2020/21     | Barcelona   | La Liga            | 14         | 1          | 4     | 0     | 4              | 0              | 2      | 0      | 24     | 1      |
| 2021/22     | Barcelona   | La Liga            | 15         | 1          | 1     | 0     | 2              | 0              | 0      | 0      | 18     | 1      |
| Club Totaal | Club Totaal | Club Totaal        | 42         | 2          | 10    | 0     | 6              | 0              | 2      | 0      | 60     | 2      |
| 2022        | LA Galaxy   | MLS                | 10         | 3          | 0     | 0     | —              | —              | 2      | 0      | 12     | 3      |
| 2023        | LA Galaxy   | MLS                | 29         | 7          | 3     | 1     | —              | —              | 2      | 1      | 34     | 9      |
| 2024        | LA Galaxy   | MLS                | 29         | 13         | —     | —     | —              | —              | 6      | 4      | 35     | 17     |
| Club Totaal | Club Totaal | Club Totaal        | 68         | 23         | 3     | 1     | —              | —              | 10     | 5      | 81     | 29     |
| TOTAAL      | TOTAAL      | TOTAAL             | 166        | 27         | 13    | 1     | 6              | 0              | 12     | 5      | 197    | 33     |

## Erelijst
| Competitie         |              |              |              |              |
| Competitie         | Aantal       | Jaren        |              |              |
| FC Barcelona       | FC Barcelona | FC Barcelona | FC Barcelona | FC Barcelona |
| ------------------ | ------------ | ------------ | ------------ | ------------ |
| Copa del Rey       | 1x           | 2020/21      |              |              |
| Primera División   | 1x           | 2018/19      |              |              |
| Los Angeles Galaxy |              |              |              |              |
| MLS Cup            | 1x           | 2024         |              |              |